# NANOGrav
NANOGrav (англ. North American Nanohertz Observatory for Gravitational Waves) — консорциум астрономов, занимающийся обнаружением гравитационных волн посредством наблюдения миллисекундных пульсаров с использованием радиотелескопов Грин-Бэнк и Аресибо. Проект осуществляется в сотрудничестве с международными партнерами в PPTA (Parkes Pulsar Timing Array) в Австралии и EPTA (European Pulsar Timing Array) в рамках консорциума IPTA (International Pulsar Timing Array).

## Обнаружение гравитационных волн с помощью расчёта времени пульсаров
Гравитационные волны — важное предсказание общей теории относительности Эйнштейна. Предполагается, что они являются результатом переносного движения материи, флуктуаций в ранней Вселенной и динамики пространства-времени как такового. Пульсары — быстро вращающиеся нейтронные звёзды с мощным магнитным полем, формирующиеся в процессе взрывов сверхновых. Они используются в качестве высокоточных часов в разнообразных областях астрофизики, включая небесную механику, сейсмологию нейтронных звёзд, исследования сильных гравитационных полей и галактическую астрономию.
Идея использовать пульсары как детекторы гравитационных волн была первоначально предложена М.В. Сажиным и С.Л. Детвейлером в конце 1970-х. Идея состоит в том, чтобы рассматривать барицентр Солнечной системы и далёкий пульсар как противоположные концы воображаемого рычага в пространстве. Пульсар выступает в качестве эталонных часов на одном конце рычага, посылая регулярные сигналы, которые регистрируются наблюдателем на Земле. Прохождение гравитационных волн возмущает локальную пространственно-временную метрику и приводит к изменениям в частоте вращения наблюдаемого пульсара.
Хеллингс и Даунс впоследствии расширили эту идею до пульсарной решётки и обнаружили, что стохастический фон гравитационных волн производит коррелированный сигнал для различных угловых расстояний. Точность результатов в этом исследовании ограничена точностью и стабильностью частоты пульсаров в решётке. После обнаружения первого миллисекундного пульсара в 1982 году Фостер и Бекер были среди первых астрономов, добившихся значительного увеличения чувствительности при регистрации гравитационных волн, применяя анализ Хеллингса-Даунса к решётке высокостабильных миллисекундных пульсаров.
В последнее десятилетие, с появлением современных систем цифрового сбора данных, новых радиотелескопов и приёмных систем и открытий многих новых пульсаров было достигнуто значительное улучшение чувствительности массивов пульсарных временных решёток к гравитационным волнам. Исследование группы Хоббса 2010 года обобщает текущие результаты деятельности международного сообщества. Исследование группы Демореста 2013 года содержит данные, собранные за 5 лет, их анализ и текущий верхний предел стохастического гравитационно-волнового фона. За ним последовали выпуски данных за девять и одиннадцать лет в 2015 и 2018 годах соответственно. Каждый из них дополнительно ограничивал фон гравитационных волн, а во втором случае были усовершенствованы методы точного определения барицентра Солнечной системы.
В 2020 году коллаборация представила первое свидетельство фона гравитационных волн в рамках выпуска данных за 12,5 лет, приняв форму шума, соответствующего ожиданиям; однако его нельзя однозначно отнести к гравитационным волнам.
В Десятилетнем обзоре астрономии и астрофизики 2020 года Национальные академии наук назвали NANOGrav одним из восьми среднемасштабных астрофизических проектов, рекомендованных в качестве высокоприоритетных для финансирования в следующем десятилетии.
В июне 2023 года NANOGrav опубликовала дополнительные доказательства стохастического фона гравитационных волн, используя выпуск данных за 15 лет. В частности, он обеспечивает измерение кривой Хеллингса-Даунса, уникального признака гравитационно-волнового происхождения наблюдений.
В 2024 году они выпустили препринт.